# Mezőgazdaságtörténeti Tanulmányok
A Mezőgazdaságtörténeti Tanulmányok a Magyar Mezőgazdasági Múzeum egyik hivatalos kiadványa, amelynek kötetei az 1960-as évektől jelennek meg. A sorozatot még nem fejezték be.

## Története
Az 1896-ban alapított Magyar Mezőgazdasági Múzeum a kezdetektől adott ki különböző füzeteket, albumokat, egyéb kiadványokat. Az 1960-as években két új, nagyobb vállalkozása indult meg, ez volt az évente több alkalommal megjelent A Magyar Mezőgazdasági Múzeum Közleményei folyóirat, illetve a Mezőgazdaságtörténeti Tanulmányok szakkönyvsorozat. Míg a Közlemények elsősorban a kisebb tanulmányok megjelentetésére adtak módot, addig a Mezőgazdaságtörténeti Tanulmányok a nagyobb kutatások publikálásának adtak teret. 
A sorozatban 1964-től a mezőgazdaság különböző területeivel összefüggésben lévő kötetek láttak napvilágot. Míg az 1970-es évekig néhány évente újabb kötet jelent meg, az 1980-as évektől ritkábban folytatódott a sorozat. A 2000-es évektől ismét gyakrabban adtak ki újabb köteteket. Utolsó kötete 2024-ben jelent meg, de a sorozat nem szűnt meg. Folytatása várható. Napjainkig (2024) 15 részből áll.
Az egyes kötetek a Hungaricana weboldalon olvashatók el.

## Kötetei
| Kötetszám | Szerző                              | Cím | Kiadási év | Oldalszám |
| --------- | ----------------------------------- | --- | ---------- | --------- |
| 1.        | Balassa Iván                        | Földművelés a Hegyközben                                                                                                | 1964       | 213 p     |
| 2.        | Barbarits Lajos                     | A vetés gépesítésének kezdetei és elterjedése Magyarországon                                                            | 1965       | 282 p     |
| 3.        | Wellmann Imre                       | A parasztnép sorsa Pest megyében kétszáz évvel ezelőtt tulajdon vallomásainak tükrében                                  | 1967       | 375 p     |
| 4.        | Für Lajos                           | A csákvári uradalom a tőkés gazdálkodás útján 1870–1945                                                                 | 1969       | 366 p     |
| 5.        | (szerk.) Lázár Vilmos               | A földreform történelmi jelentősége                                                                                     | 1972       | 69 p      |
| 6.        | (szerk.) Lázár Vilmos               | Termelőszövetkezeti tanulmányok I.                                                                                      | 1972       | 386 p     |
| 7.        | (szerk.) Donáth Ferenc              | Termelőszövetkezeti tanulmányok II.                                                                                     | 1973       | 326 p     |
| 8.        | (szerk.) Pintér János – Takács Imre | Termelőszövetkezeti tanulmányok III.                                                                                    | 1976       | 320 p     |
| 9.        | Fehér György                        | A mezőgazdasági kísérletügyi állomások szerepe a dualizmuskori agrárfejlődésben                                         | 1994       | 196 p     |
| 10.       | Beck Tibor                          | A filoxéravész Magyarországon                                                                                           | 2005       | 174 p     |
| 11.       | Kőrösi Andrea                       | A magyar szürkemarha kraniometriai jellemzése                                                                           | 2008       | 303 p     |
| 12.       | (szerk.) Takáts Rózsa               | „A' gasdasági kormány – írta egy aradi” – 1830. Bartosságh József (1782–1843) kézirata a Magyar Mezőgazdasági Múzeumban | 2014       | 205 p     |
| 13.       | Szirácsik Éva                       | Gazdálkodás a Koháryak Nógrád vármegyei központú birtokain (1647–1731)                                                  | 2017       | 321 p     |
| 14.       | Kaposi Zoltán                       | Uradalmak, földbirtokosok és birtokforgalom a Dél-Dunántúlon a 19. században                                            | 2019       | 205 p     |
| 15.       | (szerk.) Estók János                | Az agrárium útkeresése Közép-Európa a két világháború között                                                            | 2024       | 210 p     |
| 16.       | (szerk.) Bogdanov Edit              | Polgári kori magyar szövetkezetek – Trianon előtt, Trianon után                                                         | 2024       | 232 p     |

## Egyéb irodalom
- A Magyar Mezőgazdasági Múzeum kiadványai, Magyar Mezőgazdasági Múzeum, Budapest, é. n. [1970-es évek], 4-5. o.